# Conrado del Campo
Conrado del Campo y Zabaleta (Madrid, 28 de octubre de 1878-Madrid, 17 de marzo de 1953) fue un compositor, violinista, violista, director y profesor español. Fundador de la Orquesta Sinfónica, director de la orquesta de Radio Nacional, catedrático del Real Conservatorio Superior de Música de Madrid y autor de diecisiete obras sinfónicas.

## Biografía
Hizo sus estudios elementales en las Reales Escuelas Pías de San Antón desde los seis años y donde se distinguió por su buena voz de tiple y su musicalidad, condiciones que debieron orientar su vocación.
En septiembre de 1889 ingresó en el Conservatorio de Madrid, donde obtuvo el primer premio de solfeo en 1890 y fue becado para estudiar en Berlín. Inició estudios de violín con Luis Amato, que perfeccionó luego con los maestros José del Hierro y Jesús de Monasterio. Asimismo, estudió armonía con Pedro Fontanilla y composición con Emilio Serrano (y los consejos de Pablo Casals y Ruperto Chapí). Desde muy joven, Conrado del Campo se vio obligado a costearse sus estudios, iniciando su vida de instrumentista en la orquesta del desaparecido Circo Colón, muy popular en el Madrid de fin de siglo, en cuya orquesta tocó el violín desde los catorce años de edad. A partir de los dieciséis años fue violinista en las orquestas de los teatros Príncipe Alfonso y Apolo. En esta última llegó a ser el concertino, y dio sus primeros pasos como director. De la orquesta del Teatro Apolo pasó a la del Teatro Real, en la que llegó a ser solista de viola (actuando en ella hasta su cierre en 1925).
El 30 de enero de 1895 dio su primer concierto en la Sociedad del Cuadro Activo del Centro Español, y con 18 años obtuvo el primer premio de composición. Su primera actuación sinfónica fue en el gran concierto con que la Sociedad de Conciertos Unión Artístico-Musical inauguró el Teatro del Liceo, bajo la dirección de Felipe Espino. Disuelta dicha sociedad en 26 de enero de 1904, se constituyó la Orquesta Sinfónica de Madrid, siendo Conrado del Campo uno de sus socios fundadores más activos y profesor de la misma. Tras el fallecimiento de Enrique Fernández Arbós en 1939, del Campo asume la dirección de la Orquesta Sinfónica de Madrid. En 1947 fundó la Orquesta de Radio Nacional de España. 
Integró diversos grupos de cámara: pianista en el "Joaquín Turina" que luego sería denominado Quinteto de Madrid; la Agrupación de Unión Radio; la Sociedad de Cámara Cuarteto Francés (por su primer violín Julio Francés); y fue director de la Orquesta de la Real Capilla. 
En 1915 ganó por oposición la cátedra de armonía del Conservatorio de Madrid en el cual también dio clases de contrapunto y fuga, en 1921 sustituyó a Tomás Bretón como catedrático de Composición por un acuerdo extraordinario y unánime del claustro y, en este puesto permaneció hasta su fallecimiento. En 1931 fue elegido miembro numerario de la Real Academia de Bellas Artes de San Fernando.
Su gran inquietud intelectual ha quedado reflejada en su rica biblioteca, conservada en el despacho-museo de su último domicilio de Madrid (calle de Hortaleza, 108). En los últimos años, se está llevando a cabo una revisión de su papel en la historia musical española, revalorizando su legado, gracias a estudios musicológicos monográficos. En su memoria se le dio su nombre a la cátedra de composición del Real Conservatorio madrileño y a un premio para cuarteto de cuerda concedido por dicha institución. Con el objetivo de recuperar su música, la Fundación March ha puesto en marcha el Proyecto Conrado, que incluye la edición de sus partituras para cuarteto de cuerda, así como de la publicación en disco de la integral de sus cuartetos. Además, se realizan actividades divulgativas como conferencias y publicaciones.

## Obras
Conrado del Campo fue autor de 17 obras sinfónicas, 12 cuartetos, 3 misas, 7 composiciones corales y 25 canciones.

### Obras sinfónicas[5]
- Ante las ruinas, 1898. Estreno en Madrid: Teatro Real, 1899, dirigida por Tomás Bretón.
- La dama de Amboto, 1901
- Dos piezas de la Divina Comedia, Prólogo, 1908, y El infierno, 1910
- Fantasía sobre temas del Maestro Chapí, 1913
- Granada (poema sinfónico), 1913
- Kásida, 1922
- Bocetos castellanos, 1929
- Obertura madrileña, 1930
- Suite madrileña, 1934
- Suite para viola y orquesta, 1940
- Concierto para violín y orquesta, hacia 1940-43
- Evocación de Castilla, para piano y orquesta, 1943
- Ofrenda a los caídos, 1944
- Concierto para violonchelo y orquesta, 1944. Premio Nacional de Música
- Fantasía castellana para piano y orquesta, 1947
- Poema de Castilla, 1948
- Poema de las Cantigas, anterior a 1950
- Poema de la Natividad, anterior a 1950
- Evocación y nostalgia de los molinos de viento, 1952

### Obras para instrumento
- Pequeña pieza para viola y piano, Op.6 (1906)
- León.
- Danza del Bufón (basada en el poema de Castilla).
- Romanza para viola y piano

### Música de cámara
- Cuarteto N.º 5 "Caprichos Románticos"
- Cuarteto castellano.
- Cuarteto en La Mayor "Carlos III"

### Música escénica

#### Óperas
- El final de Don Álvaro, ópera con libreto de Carlos Fernández Shaw. Estreno en Madrid: Teatro Real, 1911
- La leyenda del beso, ópera con libreto de Carlos Fernández Shaw. Estreno en Madrid: Teatro Real, 1915
- El Avapiés, ópera con libreto de Tomás Borrás. Estreno en Madrid: Teatro Real, 1919
- Fantochines, ópera con libreto de Tomás Borrás. Estreno en Madrid: Teatro de la Comedia,1924
- La Malquerida, ópera con libreto de Jacinto Benavente. Composición hacia 1924-25, interrumpida por el cierre del Teatro Real en 1925. Inédita.
- Lola la piconera, drama lírico con prólogo, tres actos y un epílogo, con libreto Conrado del Campo sobre el drama homónimo de José María Pemán. Estreno en Barcelona: Gran Teatro del Liceo, 10 de noviembre de 1950. Orquesta del Gran Teatro del Liceo, director Angelo Questa. Ver el libreto
- El pájaro de dos colores (1951), ópera de cámara con libreto de Tomás Borrás. Estreno en Madrid: Fundación Juan March, 6 de enero de 2020.

#### Zarzuelas y revistas[5]
- La Neña, 1904
- Aires de la Sierra, 1909
- El Bachiller Medina, 1909
- Astucia de mujer, 1912
- La Flor de Agua, con libreto de Víctor Said Armesto, Estreno en Madrid: Teatro de la Zarzuela en 1914.
- La Culpa, con libreto de Gregorio Martínez Sierra y María de la O Lejárraga. Estreno en Madrid: Teatro Calderón en 1914
- La Romería. Estreno en Madrid: Circo Price en 1917
- El Hombre más guapo del mundo, con libreto de Tomás Borrás. Estreno en Madrid: Teatro Centro en 1920
- Bohemios, versión operística de la zarzuela homónima de Amadeo Vives. 1920
- Doña Francisquita, versión operística de la zarzuela homónima de Amadeo Vives. 1920
- El Carrillón o El Demonio ha entrado en Flandes, 1922
- El País del Sol, 1925
- La Flor del Pazo o La Prometida, en colaboración con Eduardo Martínez Torner. Estreno en Madrid: Teatro de la Zarzuela en 1926,
- En plena locura, 1927.
- El Cabaret de la Academia, revista en colaboración con Juan Tellería. Estreno en Madrid: Teatro Eslava en 1927, protagonizada por Celia Gámez.
- La Promesa, en colaboración con Eduardo Martínez Torner. Estreno en Madrid: Teatro Apolo en 1928
- El Burlador de Toledo, en colaboración con Ernesto Pérez Rosillo. Compuesta entre 1933-36. Estreno en Madrid en 1965
- La novicia de Alcalá.

#### Música incidental[5]
- - Don Juan de España, drama de Gregorio Martínez Sierra y María de la O Lejárraga. Estreno en Madrid en 1922
  - El cielo y Madrid, drama de Víctor Espinós sobre la vida de San Isidro Labrador. Estreno en Madrid en 1922.
  - Viaje al portal de Belén (Manuel Abril)

### Obras corales
- Castilla.
- El viento de Fuensaldaña.
- Seis canciones Castellanas.

### Obras atribuidas
- Romance Castilla Inmortal.
- Una noche en Pedraza.
- Jardines de Madrid.
- Impresión castellana.
- Tríptico castellano.
- El viento de Castilla.